# Star Trek: Short Treks
Star Trek: Short Treks és una sèrie de televisió antològica estatunidenca de ciència-ficció creada per Bryan Fuller i Alex Kurtzman per al servei de streaming CBS All Access. Originàriament una sèrie complementària de Star Trek: Discovery, consta de diversos curtmetratges de 10 a 20 minuts de durada que utilitzen escenaris i personatges principalment de Discovery.
Després de signar un acord per expandir la franquícia "Star Trek" a la televisió, Kurtzman va anunciar "Short Treks" com el primer projecte d'aquest tipus el juliol de 2018. Els primers quatre episodis es van emetre des de l'octubre de 2018 fins al gener de 2019, entre la primera i segona temporades de Discovery. Els curtmetratges van ser produïts principalment per membres del repartiment i l'equip de Discovery, inclòs el compositor Jeff Russo que va proporcionar un tema principal actualitzat i un subratllat original. El rodatge va tenir lloc a Toronto, Canadà, al plató de Discovery.
El gener de 2019, es van revelar dos nous curtmetratges animats, i es van anunciar quatre episodis addicionals d'acció real al juny de 2019. La segona temporada de curtmetratges es va emetre des de l'octubre de 2019 fins al gener de 2020, entre la segona temporada de Discovery i la primera temporada de Star Trek: Picard, i l'últim curtmetratge va servir com a avançament d'aquesta última sèrie. Els curtmetratges animats van ser creats per la casa d'efectes visuals Pixomondo, mentre que una plantilla de nous compositors supervisats per Michael Giacchino va proporcionar la música per al segon conjunt de curtmetratges.
La sèrie ha rebut crítiques positives i ha estat nominada a diversos premis, inclòs un Premi Primetime Emmy. Kurtzman va expressar interès a continuar la sèrie, però els productors van decidir no començar a treballar en cap curtmetratge nou quan va començar la pandèmia del COVID-19.

## Premissa
Cada episodi de Star Trek: Short Treks explica una història independent que explora personatges i idees clau de Star Trek: Discovery i altres sèries de Star Trek.

## Episodis
| Temporada | Temporada | Episodis | Episodis | Dates d’emissió     | Dates d’emissió    |
| Temporada | Temporada | Episodis | Episodis | Primera emissió     | Última emissió     |
| --------- | --------- | -------- | -------- | ------------------- | ------------------ |
|           | 1         | 4        | 4        | 4 d'octubre de 2018 | 3 de gener de 2019 |
|           | 2         | 6        | 6        | 5 d'octubre de 2019 | 9 de gener de 2020 |

### Temporada 1 (2018–19)
El primer conjunt de "Short Treks" es va estrenar entre la primera i la segona temporada de "Star Trek: Discovery".
| Núm. total | Núm. de la temporada | Títol                | Direcció            | Guió                                                                   | Data d'emissió original |
| --- | -------------------- | -------------------- | ------------------- | ---------------------------------------------------------------------- | ----------------------- |
| 1 | 1                    | «Runaway»            | Maja Vrvilo         | Jenny Lumet i Alex Kurtzman                                            | 4 d'octubre de 2018     |
| Després d'una conversa amb la seva condescendent mare, Sylvia Tilly es troba amb una jove polissó xaheana, Me Hani Ika Hali Ka Po. Tilly, que està acostumada a obeir ordres, decideix prendre les seves pròpies decisions per ajudar Po a tornar a casa a temps per a la seva coronació.Repartiment : Mary Wiseman com a Silvia Tilly, Yadira Guevara-Prip com a Me Hani Ika Hali Ka Po, i Mimi Kuzyk com a Siobhan Tilly                                                                          |                      |                      |                     |                                                                        |                         |
| 2 | 2                    | «Calypso»            | Olatunde Osunsanmi  | Història de : Sean Cochran and Michael Chabon Guió de : Michael Chabon | 8 de novembre de 2018   |
| L'USS Discovery ha mantingut la seva posició a l'espai durant mil anys, i el seu sistema informàtic Zora s'ha tornat conscient. Recupera una càpsula d'escapament que porta un home anomenat Craft. Zora manté Craft a bord de la nau i comença a enamorar-se'n, però finalment el deixa agafar l'última llançadora de la Discovery per tornar amb la seva família a Alcor IV. Repartiment : Aldis Hodge com a Craft i Annabelle Wallis com a veu de Zora (amb Sash Striga com l'holograma de Zora) |                      |                      |                     |                                                                        |                         |
| 3 | 3                    | «The Brightest Star» | Douglas Aarniokoski | Bo Yeon Kim & Erika Lippoldt                                           | 6 de desembre de 2018   |
| Al planeta Kaminar, Saru vol aprèn sobre la vida fora de la societat pre-curvatura del seu poble, on la seva gent és collida com a aliment pels depredadors Ba'ul. Saru aconsegueix enviar un senyal de socors a l'espai al qual respon la tinent Philippa Georgiou, que convida Saru a unir-se a la Flota Estel·lar.Repartiment : Doug Jones com a Saru, Hannah Spear com a Siranna,, Robert Verlaque com a Aradar, i Michelle Yeoh com a Philippa Georgiou                                        |                      |                      |                     |                                                                        |                         |
| 4 | 4                    | «The Escape Artist»  | Rainn Wilson        | Michael McMahan                                                        | 3 de gener de 2019      |
| Harry Mudd és capturat per un caçador de recompenses i portat a una nau de la Federació, però allà el caçador troba diverses versions de Mudd ja retingudes. En altres llocs, el veritable Mudd continua creant rèpliques d'android d'ell mateix, aprofitant la seva pròpia notorietat i confonent les autoritats.Repartiment : Rainn Wilson com a Harry Mudd |                      |                      |                     |                                                                        |                         |

### Temporada 2 (2019–20)
El segon conjunt de "Short Treks" es va estrenar entre la segona temporada de "Star Trek: Discovery" i la primera temporada de "Star Trek: Picard"..
| Núm. total | Núm. de la temporada | Títol                         | Direcció            | Guió                                        | Data d'emissió original |
| --- | -------------------- | ----------------------------- | ------------------- | ------------------------------------------- | ----------------------- |
| 5 | 1                    | «Q&A»                         | Mark Pellington     | Michael Chabon                              | 5 d'octubre de 2019     |
| En el seu primer dia a bord de l'USS Enterprise, l'alferes Spock i el seu nou oficial superior Número U estan atrapats en un turboascensor. Mentre espera que sigui reparat, Spock fa nombroses preguntes a Número U i tots dos s'uneixen per les seves similituds.Repartiment : Rebecca Romijn com a Número U, Ethan Peck com a Spock, id Anson Mount com a Christopher Pike |                      |                               |                     |                                             |                         |
| 6 | 2                    | «The Trouble with Edward»     | Daniel Gray Longino | Graham Wagner                               | 10 d'octubre de 2019    |
| A l'USS Cabot, l'oficial científic Edward Larkin intenta resoldre l'escassetat d'aliments d'un planeta afegint ADN humà als tribble, en contra de les ordres del seu capità, creant una espècie que neix embarassada i es reprodueix a un ritme exponencial. El Cabot és envaït i Larkin mor quan queda atrapat sota tribbles que es multipliquen i es deixa enrere mentre la resta de la tripulació escapa.Repartiment : Anson Mount com a Christopher Pike, Rosa Salazar com a Lynne Lucero i H. Jon Benjamin com a Edward Larkin |                      |                               |                     |                                             |                         |
| 7 | 3                    | «Ask Not»                     | Sanji Senaka        | Kalinda Vazquez                             | 14 de novembre de 2019  |
| Quan la base estel·lar 28 és atacada, la cadet Thira Sidhu s'encarrega d'un presoner amotinat: el capità Christopher Pike de l'Enterprise. Pike intenta pressionar Sidhu perquè l'alliberi, però ella s'hi nega. Aleshores revela que és una prova simulada que la Sidhu ha superat, cosa que li permet unir-se a la tripulació de l'"Enterprise".Repartiment : Anson Mount com a Christopher Pike, Ethan Peck com a Spock, Rebecca Romijn com a Número U i Amrit Kaur com a Thira Sidhu.                                           |                      |                               |                     |                                             |                         |
| 8 | 4                    | «Ephraim and Dot»             | Michael Giacchino   | Chris Silvestri & Anthony Maranville        | 12 de desembre de 2019  |
| Ephraim, una tardígrada que busca un lloc per pondre els seus ous, es creua amb l'USS "Enterprise" i és atacada per un dron de reparació anomenat Dot. Quan l'"Enterprise" s'autodestrueix, la Dot ajuda a salvar els ous d'Ephraim. Quan els ous eclosionen, la parella viatja junts amb els tardígrads nadons.Repartiment : Narrat per Kirk Thatcher, amb enregistraments d'arxiu de William Shatner com a James T. Kirk, Ricardo Montalbán com a Khan Noonien Singh i George Takei com a Hikaru Sulu                             |                      |                               |                     |                                             |                         |
| 9 | 5                    | «The Girl Who Made the Stars» | Olatunde Osunsanmi  | Brandon Schultz                             | 12 de desembre de 2019  |
| El pare de la jove Michael Burnham alleuja la seva por a la foscor explicant-li una història sobre una jove africana. A la història, el poble de la noia tem la foscor a causa d'una Bèstia Nocturna depredadora, però ella s'enfronta a la nit i descobreix un extraterrestre que li regala una nova llum. La noia utilitza això per crear les estrelles i es converteix en una reina guerrera.Repartiment : Kenric Green com a Mike Burnham i Kyrie McAlpin com a Michael Burnham                                                 |                      |                               |                     |                                             |                         |
| 10 | 6                    | «Children of Mars»            | Mark Pellington     | Kirsten Beyer & Jenny Lumet & Alex Kurtzman | 9 de gener de 2020      |
| Dues noies estudiants a la Terra desenvolupen una rivalitat ferotge, però una tragèdia les uneix quan veuen notícies que Mart i les seves drassanes (on ambdues noies tenen família treballant) han estat atacades per sintètics nocius. Durant les notícies apareix una imatge de l'almirall Jean-Luc Picard, i la cadena informa que Picard va qualificar l'atac de "devastador".Repartiment : Ilamaria Ebrahim com a Kima i Sadie Munroe com a Lil                                                                               |                      |                               |                     |                                             |                         |

## Producció

### Desenvolupament

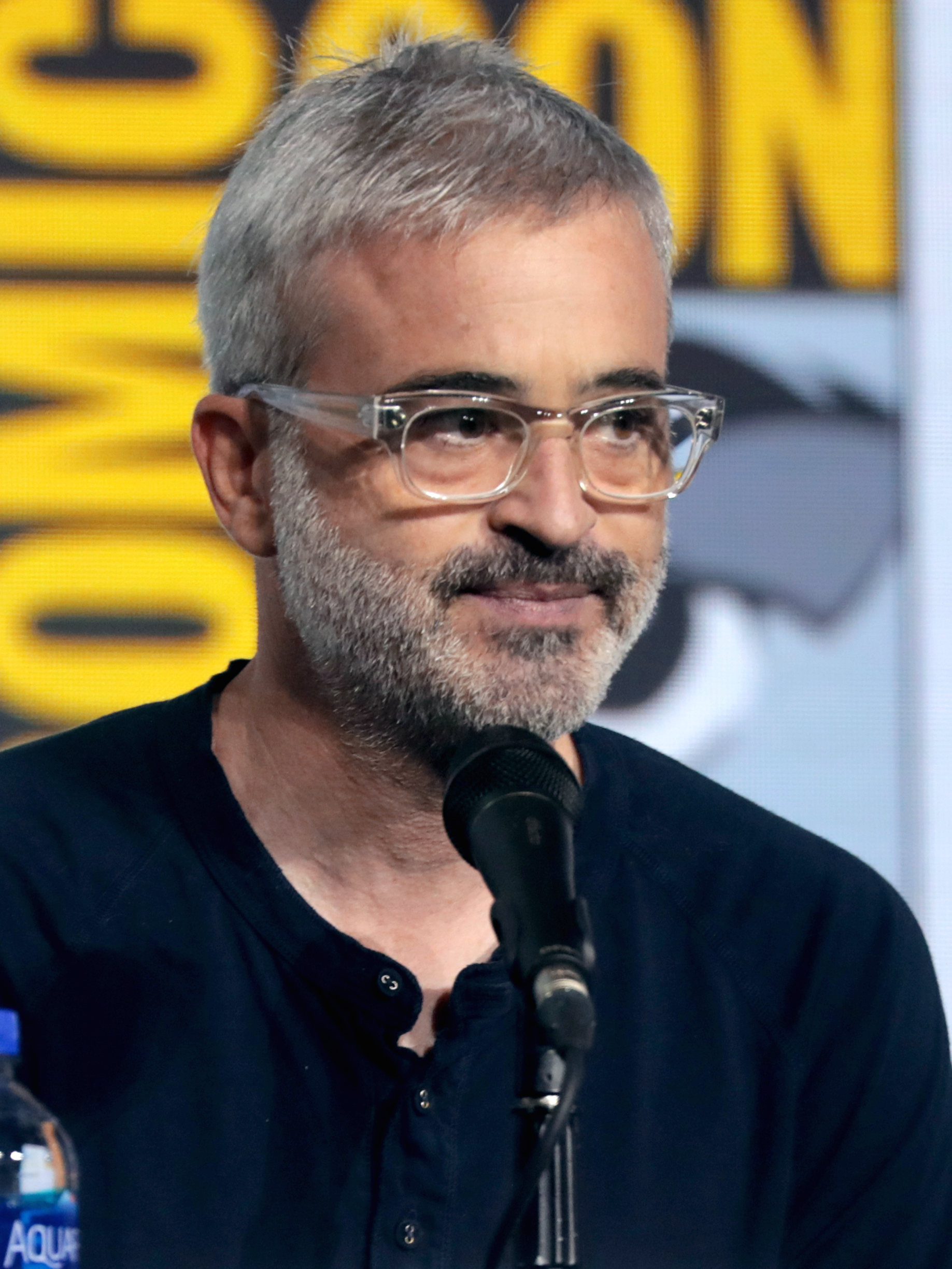
El cocreador Alex Kurtzman va dir que la sèrie va ser dissenyada per guanyar temps perquè la segona temporada de Star Trek: Discovery estigués completada.

El juny de 2018, després de convertir-se en l'únic productor creador de la sèrie Star Trek: Discovery, Alex Kurtzman va signar un contracte global de cinc anys amb CBS Television Studios per expandir la franquícia Star Trek. més enllà de Discovery a diverses sèries, minisèries i sèries animades noves. Un mes després, va anunciar a la San Diego Comic-Con que una minisèrie derivada titulada Star Trek: Short Treks, que constaria de quatre curts, s'estrenaria mensualment entre les dues primeres temporades de Discovery. Va dir que "oferirien històries tancades alhora que revelarien pistes sobre el que vindrà en futurs episodis de Star Trek: Discovery. També presentaran al públic nous personatges que poden habitar el món més ampli de Star Trek". S'esperava que els curts tinguessin una durada d'entre 10 i 15 minuts.
Kurtzman va dir que Short Treks es va idear com una manera de guanyar temps perquè poguessin encertar la segona temporada de Discovery. Els curtmetratges van ser dissenyats per vincular-se amb la segona temporada de Discovery, però al principi semblen independents, de manera que aquestes connexions serien una sorpresa per als fans. EL CCO de CBS David Nevins va indicar el desembre de 2018 que hi hauria més curtmetratges publicats entre el final de la segona temporada de Discovery i l'estrena de la nova sèrie Star Trek: Picard. Un mes després, es va confirmar que CBS All Access havia encarregat dues noves entregues animades de Short Treks per ser publicades en aquest període. Kurtzman va descriure els curtmetratges com una ampliació de "la definició de Star Trek" i que els permet explicar "històries molt íntimes i emotives que són històries secundàries dels personatges. Així, obtens el benefici de l'experiència en si mateixa, però després, quan mires Discovery, veuràs que totes aquestes eren coses preparatòries" a la sèrie principal. Kurtzman va suggerir al febrer que els futurs curtmetratges podrien vincular-se directament a altres noves sèries de Star Trek i utilitzar-se per introduir idees al públic i configurar misteris. A la San Diego Comic-Con 2019, Kurtzman va anunciar que la segona temporada de Short Treks constaria de quatre nous curtmetratges d'imatge real a més dels dos curtmetratges d'animació anunciats anteriorment, inclòs un que es relaciona amb Picard.
Després que es publiqués el segon conjunt de curtmetratges, Kurtzman va dir que la sèrie era una manera interessant de provar tots dos. noves històries i nous cineastes, amb guionistes, directors i compositors dels curtmetratges que treballen en altres sèries de "Star Trek". També va dir que aquesta narració curta era satisfactòria, comparant els curtmetratges amb els creats per Pixar. Va revelar que una de les primeres idees discutides per a "Short Treks" va ser una història amb Nichelle Nichols en el seu paper original d'Uhura a "Star Trek". El curtmetratge hauria vist un jove Jean-Luc Picard visitant Uhura a l'hospital i rebent una missió relacionada amb els Borg. Aquestes discussions van conduir al desenvolupament de "Star Trek: Picard" amb un Jean-Luc Picard més gran, però Kurtzman va dir que aquesta història encara es podria explicar en algun moment.
Segons sembla, es va encarregar una tercera temporada de "Short Treks" al gener de 2020, amb una producció prevista de maig a juny. Chabon va dir al març que no hi havia plans per a l'estrena de cap curtmetratge basat en "Picard" entre la primera i la segona temporada d'aquesta sèrie. Cap altre curtmetratge havia començat la producció al juliol, quan la sèrie va rebre una nominació als 72a edició dels Premis Emmy. Kurtzman va dir que esperava que el reconeixement portés a la realització de més "Short Treks" i que volia utilitzar futurs curtmetratges per expandir la franquícia en noves direccions, com ara un curtmetratge musical o un curtmetratge en blanc i negre. El gener de 2021, Kurtzman va explicar que no s'havien fet més curtmetratges a causa de la pandèmia del COVID-19, ja que les restriccions de rodatge significaven que havien de centrar-se en allò que definitivament necessitaven filmar per a la sèrie principal. Va expressar interès a fer més curtmetratges en el futur.

### Curtmetratges d'imatge real
Dels quatre curtmetratges inicials encarregats el juliol de 2018, tres estaven centrats cadascun en un personatge de Discovery: Silvia Tilly (Mary Wiseman), Saru (Doug Jones) i Harry Mudd (Rainn Wilson). El curtmetratge de Jones exploraria la història de Saru, mentre que Wilson també dirigiria el curtmetratge que protagonitzava. Aldis Hodge estava previst que protagonitzés el quart curtmetratge com un nou personatge, Craft. Els curtmetratges es van produir al rodatge de Discovery a Toronto, Canadà. A l'agost, Wilson va revelar que el seu curtmetratge havia estat escrit per un guionista de la popular sèrie d'animació de ciència-ficció Rick and Morty i el va descriure com a "molt divertit i estrany. Veus algunes situacions alienígenes que no havies vist mai abans al cànon de Star Trek, i estic emocionat". Va afegir que en fer el curtmetratge va assumir que estava ambientat després de la seva última aparició a "Discovery", "Magic to Make the Sanest Man Go Mad", però no n'estava segur, ja que és independent i no està directament relacionat amb "Discovery". Més tard es va revelar que el guionista de "Rick and Morty" del seu curtmetratge era un fan de "Star Trek" Mike McMahan, que va crear la sèrie de comèdia animada  Star Trek: Lower Decks.
Wiseman va explicar a l'octubre de 2018 que el seu curtmetratge, titulat "Runaway", amplia el personatge de Tilly i presenta la seva mare, però que d'altra banda no afectaria la segona temporada, de manera que qualsevol que no hagués vist el curtmetratge encara podria entendre la sèrie principal. Per això, no tenia una ubicació exacta del curtmetratge a la cronologia de la sèrie, tot i que Jones va assenyalar que el pentinat de Tilly canvia entre les dues temporades de "Discovery" i que el seu pentinat al curtmetratge coincideix amb l'estil de la segona temporada. Jones va confirmar que el seu curtmetratge, "The Brightest Star", està ambientat abans de "Discovery" i explora com Saru s'uneix per primera vegada a la Flota Estel·lar. Va dir que el curtmetratge té "molles de pa" i "pistes" per als esdeveniments de la segona temporada de "Discovery", però la idea encara era que el curtmetratge i la segona temporada fossin independents. El novel·lista Michael Chabon es va unir a la sèrie com a guionista del curtmetratge de Hodge, "Calypso", a través del productor executiu de "Discovery" Akiva Goldsman amb qui havia estat treballant en un projecte cinematogràfic. Chabon va arribar a ser el productor creador de "Star Trek: Picard". Aquest curtmetratge va ser la primera obra que Chabon va escriure per a la televisió que realment es va produir. "Calypso" està ambientat en un futur llunyà quan l'ordinador de la Discovery s'ha convertit en una IA sensible anomenada Zora. La tercera temporada de Discovery va començar a construir cap a aquest futur introduint una versió primerenca de Zora.
Després que es confirmés que Anson Mount deixaria Discovery amb el final de la segona temporada, els fans van començar a demanar, fins i tot a través de peticions en línia, que reprengui el seu paper de Christopher Pike en una sèrie derivada ambientada a l'USS Enterprise, al costat de Rebecca Romijn com a Una Chin-Riley i Ethan Peck com a Spock. Tant Mount com Peck van respondre positivament a la idea. L'abril de 2019, Kurtzman també va expressar interès, dient: "Els fans han estat escoltats. Tot és possible al món de Trek. M'encantaria recuperar aquest equip més que res". Quan va anunciar la segona temporada de Short Treks a la Comic-Con de San Diego del 2019, Kurtzman va dir que tres de les noves històries presentarien els actors d'Enterprise, i que el quart curtmetratge d'imatge real seria un "teaser" de Picard ambientat 15 anys abans de l'inici d'aquesta sèrie. Kurtzman va dir que els curtmetratges basats en Enterprise eren una manera de recuperar aquests personatges i actors ara que Discovery havia saltat al futur per a la seva tercera temporada, però no impedirien que es fes una possible sèrie derivada. Quan CBS All Access va encarregar oficialment una sèrie derivada protagonitzada per Mount, Peck i Romijn el maig de 2020, Dominic Patten de Deadline Hollywood va opinar que els Short Treks ambientats en Enterprise semblaven ser retroactivament assajos de la sèrie, que es titulava Star Trek: Strange New Worlds. Per a The Trouble with Edward, Kurtzman va contractar Casper Kelly per treballar a l'escena post-crèdits del "fals anunci de cereals de Tribbles". Això va portar a Kelly a crear la sèrie de curtmetratges còmics i no canònics Star Trek: Very Short Treks.

### Curtmetratges animats

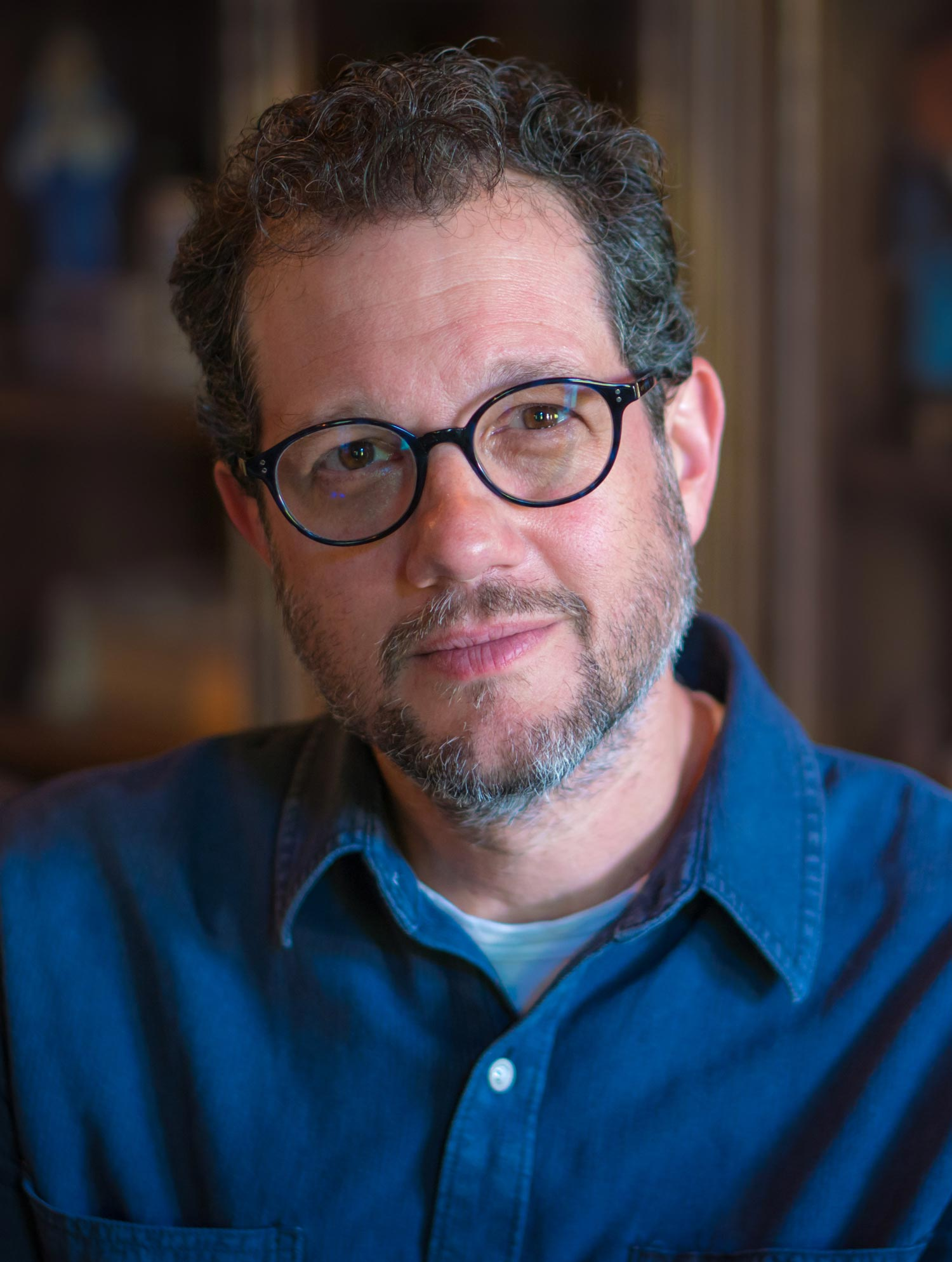
Michael Giacchino va dirigir i compondre la música del curtmetratge animat "Ephraim and Dot" i també va supervisar els compositors d'alguns altres curtmetratges.

Kurtzman va explicar el febrer de 2019 que els dos primers curtmetratges animats tindrien un estil d'animació diferent del de la sèrie Lower Decks. Va afegir que el primer curtmetratge seria dirigit pel director de producció de "Discovery", Olatunde Osunsanmi, i el segon seria dirigit pel compositor Michael Giacchino (que va escriure la banda sonora de les les pel·lícules de reinvenció de "Star Trek" que va escriure Kurtzman). La productora Heather Kadin va dir que els curtmetratges animats respondrien a preguntes que les temporades anteriors de "Discovery" havien deixat i "omplirien alguns buits", mentre que Kurtzman va explicar que els dos curtmetratges tindrien estils d'animació diferents entre si basats en la història i el to de cada entrega. Pixomondo va proporcionar l'animació dels curtmetratges.
Les idees per als dos curtmetratges es van establir abans que Giacchino s'hi unís, i ell era poder triar quin dirigiria. Va triar "Ephraim and Dot", que se centra en una tardígrada femella i un droid reparador DOT-7. Discovery originalment incloïa un tardígrad anomenat Ephraim com a personatge protagonista, però la idea es va abandonar a causa de requisits pressupostaris. Un tardígrad mascle anomenat Ephraim va ser introduït com a personatge principal a la novel·la relacionada amb Discovery Dead Endless. Els droides reparadors DOT-7 es van introduir al final de la segona temporada de Discovery. Giacchino volia que el curtmetratge fos com un episodi de Tom i Jerry ambientat a lEnterprise. Els dissenys originals per a Ephraim es basaven en els tardígrads que Pixomondo va crear per a Discovery, que semblaven molt més com els tardígrads reals, però Giacchino va demanar afegir ulls i una boca al model del personatge perquè pogués expressar les emocions clarament al llarg del curt. De la mateixa manera, el model de Dot va ser dissenyat per estirar-se i moure's de maneres que un robot real no ho faria per ajudar a mostrar més emoció del personatge. Aquest estirament formava part de l'objectiu de Giacchino d'utilitzar tècniques d'animació tradicionals, com les que es veuen a les obres de Tex Avery, per donar al curt un estil més retro que el que generalment té l'animació moderna generada per ordinador. El curt té lloc al llarg de 30 anys d'història de Star Trek, i Giacchino estava emocionat d'incloure diversos ous de Pasqua a altres parts de la franquícia Star Trek. El curt recrea escenes dels episodis de Star Trek: La sèrie original "Llavor espacial", "El temps despullat", "Qui plora pels déus?", "La màquina del judici final", "La xarxa tholiana" i "La cortina salvatge", així com les pel·lícules Star Trek 2: La còlera del Khan (1982) i Star Trek 3: A la recerca de Spock (1984). L'àudio original d'alguns dels episodis es va reutilitzar per a aquestes escenes. El curtmetratge acaba amb l'USS Enterprise etiquetat com a NCC-1701-A, que és una nau diferent de les posteriors a la cronologia de la franquícia. Giacchino va reconèixer aquest error després del llançament de l'episodi i va indicar que es podria solucionar en el futur.
"The Girl Who Made the Stars" d'Osunsanmi es va originar a partir del guionista de "Discovery", Brandon Schulze, volia ampliar el personatge de Mike Burnham, pare del protagonista de la sèrie, Michael Burnham, ja que Schulze s'identificava amb el personatge com un home negre amb una filla petita. Schulze va coescriure l'episodi que va presentar Kenric Green com a Mike a "Discovery", i va proposar una idea per al final de la segona temporada on es mostraria Mike en un salt enrere explicant la història d'una jove africana a Michael. Això hauria reflectit l'estrena de la segona temporada on Michael explica aquesta història ella mateixa. El salt enrere no encaixava al final de la temporada, però a Kurtzman li va agradar la idea i es va desenvolupar en un episodi animat de "Short Treks" amb Green repetint el seu paper. La història es basa en una llegenda africana real, però Schulze volia portar les idees del mite al món de "Star Trek" i embellir les idees originals basades en la imaginació de Michael, que incloïa la introducció d'un ésser extraterrestre a la història. Osunsanmi es va sentir còmode treballant amb Pixomondo per al curtmetratge després de col·laborar amb la companyia en els efectes visuals de "Discovery" com a director d'aquella sèrie. Va explicar que el curtmetratge estava animat per intentar capturar la sensació màgica que volien que tingués la història, i per això no volia que l'estil fos massa realista. Els dissenys dels Burnham es basaven en les seves aparicions a "Discovery", mentre que la part africana del curtmetratge es basava en imatges d'Àfrica i tribus africanes de tot el continent.

### Música
El compositor de "Star Trek: Discovery" Jeff Russo va tornar per a la primera temporada de "Short Treks". Va basar el tema principal de la sèrie en el tema principal de "Discovery" i va poder produir-ne una versió diferent per a "The Escape Artist", cosa que Russo no havia pogut fer per a cap episodi de la sèrie principal. Russo va abordar el subratllat de cada curtmetratge individualment. Al principi no estava segur de com abordar la banda sonora de "Calypso", i si havia de fer-la similar a la música de Discovery a causa de la presència d'aquella nau o fer-la intencionadament diferent a causa del moment diferent en què està ambientat el curt. En última instància, Russo es va inspirar per a la música en la seqüència de dansa del curt. Tres pistes de la banda sonora de Russo per a "The Escape Artist" —"Many Mudds", "Star Trek Short Treks End Credits (Lounge Version)" i "Star Trek Short Treks Main Title (Disco Version)"— es van publicar a l'àlbum de la banda sonora de la segona temporada de Discovery juntament amb la banda sonora de Russo per a aquella temporada. L'àlbum va ser publicat digitalment per Lakeshore Records el 19 de juliol de 2019.
Quan va començar a treballar en el segon conjunt de curtmetratges, Russo estava treballant en la banda sonora de Picard i no va tenir temps de fer la música de cadascun dels nous curtmetratges, tot i que Kurtzman encara li va demanar que compongués la música de "Children of Mars", ja que aquest curtmetratge està vinculat a Picard. Giacchino havia de compondre la música del seu curtmetratge "Ephraim and Dot", i Kurtzman li va demanar que també proporcionés música per a la resta dels curtmetratges. En aquell moment, Giacchino estava ocupat amb projectes cinematogràfics, però va suggerir contractar un grup divers de compositors que no havien rebut aquesta oportunitat, ja que considerava que estava en l'esperit de Star Trek. Giacchino va supervisar aquest grup de compositors, que estava format per Nami Melumad per a "Q&A", Sahil Jindal per a "The Trouble with Edward", Andrea Datzman per a "Ask Not", i Kris Bowers per a "The Girl Who Made the Stars". Dues entrades de la banda sonora de Russo per a "Children of Mars", "Page" i "Children Of Mars End Credits", es van publicar a l'àlbum de la banda sonora. per a la primera temporada de Picard el 7 de febrer de 2020. Melumad va compondre per a Strange New Worlds i Star Trek: Prodigy.

## Llançament

### Streaming
Els curtmetratges es van estrenar a CBS All Access als Estats Units. Bell Media va emetre la sèrie al Canadà als canals especialitzats CTV Sci-Fi Channel (anglès) i Z (francès) abans de retransmetre-les en streaming a Crave. Els primers quatre curtmetratges es van estrenar mensualment, començant a l'octubre de 2018 i acabant al gener de 2019. A finals de gener, el primer conjunt de curtmetratges es va posar a disposició de països fora dels Estats Units i el Canadà a Netflix a la secció "Tràilers i més" de la pàgina Star Trek: Discovery del servei de streaming. Els dos primers curtmetratges de la segona temporada es van estrenar a l'octubre de 2019 als Estats Units i al Canadà, amb llançaments mensuals fins al gener de 2020. Després que el segon conjunt de curtmetratges s'hagués estrenat a All Access, Kurtzman va dir que esperava que s'estrenessin a Netflix "en algun moment". La segona temporada es va posar a disposició gratuïtament als Estats Units a CBS.com, les aplicacions mòbils de CBS i YouTube del 17 al 31 d'agost de 2020, com a part de la campanya dels Premis Emmy de la sèrie. El setembre de 2020, ViacomCBS va anunciar que CBS All Access s'ampliaria i canviaria el nom a Paramount+ el març de 2021, amb els episodis existents de Short Treks romanent a Paramount+. L'agost de 2023, el contingut de Star Trek es va eliminar de Crave perquè es pogués publicar al Canadà a Paramount+.

### Mitjans domèstics
Els dos curtmetratges del primer conjunt que es vinculen directament a la segona temporada de Discovery, "Runaway" i "The Brightest Star", es van incloure al conjunt de Blu-ray i DVD d'aquella temporada juntament amb tots els episodis de la temporada i diversos extra. característiques. Això es va publicar als Estats Units el 12 de novembre de 2019. Un comunicat de premsa domèstic que recopilava nou dels curtmetratges es va publicar als Estats Units el 2 de juny de 2020. Inclou els quatre curtmetratges originals: "Runaway", "Calypso", "The Brightest Star", i "The Escape Artist", els tres curtmetratges basats en l'USS Enterprise: "Q&A", "The Trouble With Edward" i "Ask Not", i els dos primers curtmetratges d'animació: "Ephraim & Dot" i "The Girl Who Made the Stars". La col·lecció també inclou reportatges sobre el rodatge, així com comentaris d'àudio amb els guionistes Alex Kurtzman i Jenny Lumet per a "Runaway" i l'estrella Anson Mount per a "Ask Not". "Children of Mars" es va estrenar el 6 d'octubre de 2020 al plató de televisió domèstica per a la primera temporada de Picard  que inclou tots els episodis d'aquella temporada. El llançament també inclou un comentari d'àudio per al curtmetratge amb els guionistes Kurtzman, Lumet i Kirsten Beyer.

## Recepció

### Resposta de la crítica
En una crítica positiva, Scott Collura de IGN va elogiar principalment la sèrie després del llançament dels primers quatre episodis dient: "Els Short Treks han estat un experiment interessant que ha funcionat en gran part, i sembla que amb aquesta entrega final l'equip de producció de Trek tot just començava a definir la fórmula." El 2020, Space.com va recomanar veure el curtmetratge "Children of Mars" com a fons per a Star Trek: Picard.

### Reconeixements
| Any  | Premi                                           | Categoria                                   | Nominat(s)                                 | Resultat  | Ref.   |
| ---- | ----------------------------------------------- | ------------------------------------------- | ------------------------------------------ | --------- | ------ |
| 2019 | Premis Golden Reel                              | Imatge real per sota de 35:00               | "The Brightest Star"                       | Guanyador | [ 57 ] |
| 2019 | Premis del Sindicat de Dissenyadors de Vestuari | Excel·lència en el Disseny de Curtmetratges | Gersha Phillips (per "The Brightest Star") | Nominat   | [ 58 ] |
| 2020 | Premis Golden Reel                              | Imatge real per sota de 35:00               | "The Trouble with Edward"                  | Nominat   | [ 59 ] |
| 2020 | Premis Emmy Primetime                           | Millor sèrie de comèdia o drama curt        | Star Trek: Short Treks                     | Nominat   | [ 60 ] |